# Димитровци
Димитровци (болг. Димитровци) — село в Болгарии. Находится в Великотырновской области, входит в общину Велико-Тырново. Население составляет 30 человек (2022).

## Политическая ситуация
Димитровци подчиняется непосредственно общине и не имеет своего кмета.
Кмет (мэр) общины Велико-Тырново — Румен Рашев (независимый) по результатам выборов.